# Estradadoctrine
De estradadoctrine is een beginsel in de buitenlandse politiek waarbij een regering buitenlandse staten erkent in plaats van regeringen. De estradadoctrine is genoemd naar Genaro Estrada, een Mexicaans minister van buitenlandse zaken die de doctrine in 1930 formuleerde.
In de praktijk betekent de estradadoctrine dat een regering die deze doctrine hanteert buitenlandse regeringen erkent die de facto aan de macht, ongeacht de legitimiteit van die regering. Hiermee worden dus regeringen die aan de macht komen door een revolutie of coup d'état automatisch erkend. De Mexicaanse regering formuleerde de estradadoctrine na afloop van de Mexicaanse Revolutie in de hoop zo door meer landen erkend te worden. In latere jaren greep de Mexicaanse regering deze doctrine aan om onder andere de revolutionaire regeringen in Cuba en Nicaragua te erkennen. Overigens was de Mexicaanse regering hier niet altijd consequent in: het Spanje van Francisco Franco is bijvoorbeeld nooit erkend door Mexico, samen met Joegoslavië was Mexico het enige land dat de Tweede Spaanse Republiek als legitieme regering van Spanje bleef erkennen. Sinds de verkiezingsoverwinning van Vicente Fox in 2000 is Mexico grotendeels afgestapt van de estradadoctrine.
De good neighbor policy, in 1933 geformuleerd door de Amerikaanse president Franklin D. Roosevelt, kan ook als vorm van de estradadoctrine worden genoemd. Hierin verklaarde Roosevelt dat de Amerikanen zich niet zozeer zouden bemoeien met de binnenlandse aangelegenheden van Latijns-Amerikaanse landen, en de regeringen van die landen ongeacht de staatsvorm te erkennen.
Voorstanders van de estradadoctrine voeren aan dat staten het recht niet hebben zich met de staatsvorm en interne politiek van andere staten te bemoeien, dat wel doen zou een inbreuk betekenen op de soevereiniteit. Tegenstanders betogen dat het toepassen van de estradadoctrine misdadige regimes in stand kan houden.